# Nikolaus Flugi von Aspermont
Nikolaus Flugi von Aspermont (* 6. November 1773 in St. Moritz; † 1856 in Avellino) war ein Schweizer Offizier im Dienst des Königreichs beider Sizilien.

## Leben
Nikolaus Flugi stammte aus einem Bündner Adelsgeschlecht und war ein Sohn des Bundestagsabgeordneten Konstantin Flugi von Aspermont (1731 bis 1809) und ein Bruder des Konradin Flugi von Aspermont (1787 bis 1874), der eine wichtige Rolle bei der Entwicklung des Ortes St. Moritz zu einem Kurort spielte. Er diente zunächst als Söldner in einem Bündner Regiment in Turin.
Mit der Auflösung des Regiments 1798 verliess er den Dienst des Königs von Sardinien-Piemont als Aide-Major und wurde im Februar 1799 helvetischer Staatsbürger (Kanton Rätien). Er nahm an den napoleonischen Feldzügen und mehreren Schlachten teil und trat 1815 in die Dienste des Königs von Neapel und Sizilien. 1822 wurde er Regimentsoberst, 1831 Militärkommandant in den Abruzzen. 1849 wurde er Generalleutnant und war zuletzt königlich-neapolitanischer Marschall in Avellino in Kampanien, wo er 1856 starb. Er war Ritter mehrerer Orden.